# إيرني كار
إيرني كار (بالإنجليزية: Ernie Carr)‏ هو لاعب اتحاد الرغبي أسترالي، ولد في 13 مارس 1890 في بريزبان في أستراليا، وتوفي في 1965.